# ぼれろ
ぼれろは、サンミュージックプロダクション所属していた日本のお笑いコンビである。2012年1月解散。
ヒューマンアカデミーお笑い芸人養成講座出身。コンビ名の由来は渡辺の好きなクラシックの曲から来ている。
平仮名にしたのは和風が良いと言う小庭の案。

## メンバー
渡辺敬介（わたなべ けいすけ、1985年5月6日 - ）ボケ担当。立ち位置は左。
- 栃木県出身。身長161cm、体重52kg。血液型B型。
- 解散後、2015年3月から6月までファイト中田（元・ラブカップル）とのコンビ「ピーターパンZ」として活動。その後は「劇団PIS★TOL」に入団し、2016年4月より劇団員として活動している。
- 2023年12月現在、脱毛サロン「男脱毛メンズアール」宇都宮本店兼府中店店長として勤務。劇団員活動は一切行っていない。[1]

小庭康正（こにわ やすまさ、1982年7月22日 - ）ツッコミ担当。立ち位置は右。
- 東京都出身。身長174cm、体重70kg。血液型O型。
- 解散後、ピン芸人「こにわ」として活動している。

## 来歴
- 2人共、ヒューマンアカデミーお笑い芸人養成講座の4期生[2]であり、そこで出会ってすぐに意気投合しコンビを結成した。結成から半年後、学校主催のドラフトオーディションに参加した結果、4つのプロダクションから声が掛かり最終的にサンミュージックプロダクションへ所属する事となった。
- 2005年8月29日放送の『あしたをつかめ 平成若者仕事図鑑』（NHK教育）にて、「お笑い芸人」として働いている若者の代表として密着取材を受ける[3]。同回では2人がお笑い芸人になるきっかけを語る場面からネタ見せの様子、更に師匠のぶっちゃあ（ブッチャーブラザーズ）からネタの指導を受ける場面など、芸人としての日々の暮らしぶりが余す事なく映し出された。また、この番組の繋がりから声優の鹿野優以と仲が良い。
- 2007年4月9日～2008年9月20日まで、深夜コント番組『コンバット』（フジテレビ、2008年5月3日以降は「コンバットII」）にレギュラー出演を果たす。小庭は松岡修造や石橋貴明（とんねるず）などの得意のモノマネで、渡辺は身軽且つコミカルなキャラで各々存在感を発揮していた。
- 『爆笑オンエアバトル』（NHK総合）では初挑戦から2連敗を喫するも、2008年4月17日放送回で念願の初オンエアを獲得してから勢いに乗り、そのまま3連勝を果たす。因みに3勝目は初のオーバー500KBを獲得している。これであと1勝すれば「チャンピオン大会」出場への最低条件を満たしていたのだが、その後2連敗を喫してしまい出場はならなかった。
- 2009年10月28日に女性お笑いコンビ・麦芽と「バカ裁判〜男と女の痴話喧嘩〜」というCDをリリースしている。そのPVのラストで小庭は小出真保とキスシーンをしているが、その際二人ともウブなため照れてしまって出来ず何度も撮り直しをした挙句、次の日別の仕事で会ったときには照れてしまって会話ができなかったとイベントで語っていた。それを相方の渡辺と鈴木はまったく興味がなく呆れてみていたという。尚、両コンビ共現在は解散している。

### 解散
- 2012年1月16日に解散を発表した[4]。解散の理由は渡辺が自身のアルコール依存症によって数々の素行不良（寝坊による遅刻・無断欠勤など）を繰り返したためである[5][6]。コンビ解散後、渡辺は事務所を解雇され、小庭はそのまま事務所に留まりピン芸人「こにわ」として再出発する。

## 芸風
- 主にコントを行っていた。子供のようなキャラの渡辺のボケを諭す様に小庭がツッコむスタイル。渡辺はつかみとして「わっしょ〜い!」と盛り上げるフレーズをよく使っていた。
- ショートコントでは渡辺が「軟弱男」として様々なシチュエーションで卒倒し、小庭が空気入れの動作で立たせるブリッジを繰り返していた。
- 『爆笑レッドカーペット』（フジテレビ）などでは、歌舞伎役者に扮した渡辺が身軽さを活かして様々な職業で働くコントを披露していた。

## 出演
単独での出演は個人の各項を参照。

### テレビ番組
- コンバット（フジテレビ、2007年4月9日 - 2008年4月26日）レギュラー
- コンバットII（フジテレビ、2008年5月3日 - 9月20日）レギュラー
- カンニングのDAI安吉日!（BSフジ）
- 爆笑オンエアバトル（NHK総合）戦績4勝4敗 最高521KB
- オンバト+（NHK総合）戦績1勝2敗 最高501KB
- 大爆笑!!サンミュージックGETライブ（日テレプラス）
- ビバビバパラダイス（岩手めんこいテレビ他）
- 爆笑レッドカーペット（フジテレビ）不定期出演 キャッチコピーは「お笑い舞踏会」。
- BSブランチ（BS-i、2005年5月21日、2007年12月1日）
- D1 KING!（BSフジ、2009年 - ）MC担当
- JAPANロッケフェスティバル（フジテレビ）

### ドラマ
- 世にも奇妙な物語 春の特別編「クイズ天国クイズ地獄」（フジテレビ）

### CM
- ほっともっと（2009年）

### CD
- バカ裁判 〜男と女の痴話喧嘩〜 （DVD付きシングル、2009年10月28日 麦芽と共演）